# 國防部北部地方軍事法院
國防部北部地方軍事法院，隸屬於中華民國國防部法律事務司，專門審理中華民國國軍尉級軍官、士官及士兵觸犯《陸海空軍刑法》及其特別法之第一審案件。國防部北部地方軍事法院除職掌轄區內軍法案件審理外，並職掌轄區部隊、軍事單位及國軍官兵、眷屬、軍中聘雇人員之法律服務暨輔導訴訟業務，設有市話免付費法律服務專線（0800-880-585）提供服務。

## 歷史
1999年，因應司法院釋字第436號解釋《軍事審判法》為現役軍人涉及相關犯罪案件之刑事特別程序，須由法律定之且必要符合民主人權之保障與程序正義，其刑罰權發動亦為中華民國之司法權，以及修正《軍事審判法》將軍事審判機關從軍事機關下改為地區制，依照修正《軍事審判法》之規定，成編於1999年10月。
2013年8月6日，立法院三讀通過修正《軍事審判法》第1條、第34條和第237條。現役軍人於承平時期，若觸犯《陸海空軍刑法》之凌虐部屬罪、以強暴、脅迫、恐嚇或其他不正當方法阻撓部屬請願等，以及違犯殺人、妨害性自主等罪者，移至普通司法機關追訴、處罰。凌虐部屬罪、不應懲罰而懲罰罪、阻撓部屬陳情罪等軍刑事案件，自《軍事審判法》修法公告後，非戰時期的軍人案件移轉至普通司法機關追訴處罰，至於其他刑事案件將於公告後5個月後施行。同年10月，最高軍事法院與最高軍事法院檢察署專案編組成「國防部北部地區法律服務中心」，高等以下法院編入司令指揮部法律事務組，但一旦進入戰爭時期即恢復原軍事法院功能。
2025年3月13日，中華民國總統賴清德宣布，為因應中華人民共和國對國軍的滲透及間諜活動威脅，全面檢討修正軍事審判法，恢復軍事審判制度，處理現役軍人涉犯叛亂、利敵、洩密、廢弛職務、抗命等軍事犯罪刑事案件，一旦現役軍人觸犯《陸海空軍刑法》的軍事犯罪案例，將交由軍事法院審判。

## 管轄地區
- 北部地方軍事法院：臺北市、新北市、宜蘭縣、基隆市
- 北部地方軍事法院桃園分院:桃園市、新竹市、新竹縣、苗栗縣
- 北部地方軍事法院連江軍事審判庭:連江縣

## 外部連結
- 陸海空軍刑法.全國法規資料庫.民國 108 年 11 月 20 日
- 軍事審判法.全國法規資料庫.民國 108 年 04 月 03 日

1. ↑  組織資訊，國軍法律事務網
2. ↑  . 中央社. （原始内容存档于2025-03-13）.
3. ↑  . 中央社.   [2025-03-14]. 原始内容存档于2025-03-31.
4. ↑  . 中央社.   [2025-03-14]. 原始内容存档于2025-03-13.
5. ↑  . 中央社. （原始内容存档于2025-03-13）.